# 14799 Mitchschulte
14799 Mitchschulte è un asteroide della fascia principale. Scoperto nel 1979, presenta un'orbita caratterizzata da un semiasse maggiore pari a 2,338138 UA e da un'eccentricità di 0,139352, inclinata di 2,334358° rispetto all'eclittica. Ha un diametro di 4,260 km.